# Epilohmannia spathulata
Epilohmannia spathulata är en kvalsterart som beskrevs av Aoki 1970. Epilohmannia spathulata ingår i släktet Epilohmannia och familjen Epilohmanniidae. Inga underarter finns listade i Catalogue of Life.